# Chiridula
Chiridula is een geslacht van kevers uit de familie bladkevers (Chrysomelidae).
De wetenschappelijke naam van het geslacht werd in 1889 gepubliceerd door Julius Weise.

## Soorten
- Chiridula semenovi Weise, 1889